# Circuit Franco-Belge 1998
Il Circuit Franco-Belge 1998, sessantesima edizione della corsa, si svolse dal 26 al 28 giugno 1998 su un percorso di 530 km ripartiti in 3 tappe, con partenza da Toufflers e arrivo a Pipaix. Fu vinto dal danese Frank Høj della Palmans-Ideal davanti al belga Koen Beeckman e al polacco Grzegorz Gwiazdowski.

## Tappe
| Tappa  | Data      | Percorso                     | km  | Vincitore di tappa | Leader cl. generale |
| ------ | --------- | ---------------------------- | --- | ------------------ | ------------------- |
| 1ª     | 26 giugno | Toufflers > Mont-de-l'Enclus | 172 | Cyril Saugrain     | Cyril Saugrain      |
| 2ª     | 27 giugno | Tournai > Lys-lez-Lannoy     | 184 | Hans de Clercq     | Frank Høj           |
| 3ª     | 28 giugno | Mouscron > Pipaix            | 174 | Kris Gerits        | Frank Høj           |
| Totale | Totale    | Totale                       | 530 |                    |                     |

## Dettagli delle tappe

### 1ª tappa
- 26 giugno: Toufflers > Mont-de-l'Enclus – 172 km

| Pos. | Corridore            | Squadra       | Tempo    |
| ---- | -------------------- | ------------- | -------- |
| 1    | Cyril Saugrain       | Cofidis       | 4h16'12" |
| 2    | Grzegorz Gwiazdowski | Cofidis       | s.t.     |
| 3    | Frank Høj            | Palmans-Ideal | a 22"    |

| Pos. | Corridore      | Squadra | Tempo |
| ---- | -------------- | ------- | ----- |
| 1    | Cyril Saugrain | Cofidis |       |

### 2ª tappa
- 27 giugno: Tournai > Lys-lez-Lannoy – 184 km

| Pos. | Corridore      | Squadra         | Tempo    |
| ---- | -------------- | --------------- | -------- |
| 1    | Hans de Clercq | Palmans-Ideal   | 4h17'10" |
| 2    | Carlos Da Cruz | Big Mat         | s.t.     |
| 3    | Kris Gerits    | Vlaanderen 2002 | s.t.     |

| Pos. | Corridore | Squadra       | Tempo |
| ---- | --------- | ------------- | ----- |
| 1    | Frank Høj | Palmans-Ideal |       |

### 3ª tappa
- 28 giugno: Mouscron > Pipaix – 174 km

| Pos. | Corridore     | Squadra           | Tempo    |
| ---- | ------------- | ----------------- | -------- |
| 1    | Kris Gerits   | Vlaanderen 2002   | 4h14'20" |
| 2    | Marco Gili    | Kross             | a 1"     |
| 3    | Claude Lamour | Mutuelle de Seine | a 2"     |

| Pos. | Corridore            | Squadra       | Tempo     |
| ---- | -------------------- | ------------- | --------- |
| 1    | Frank Høj            | Palmans-Ideal | 12h48'27" |
| 2    | Koen Beeckman        | Ipso          | a 32"     |
| 3    | Grzegorz Gwiazdowski | Cofidis       | a 1'40"   |

## Classifiche finali

### Classifica generale
| Pos. | Corridore            | Squadra                     | Tempo     |
| ---- | -------------------- | --------------------------- | --------- |
| 1    | Frank Høj            | Palmans-Ideal               | 12h48'27" |
| 2    | Koen Beeckman        | Ipso                        | a 32"     |
| 3    | Grzegorz Gwiazdowski | Cofidis                     | a 1'40"   |
| 4    | Hans de Clercq       | Palmans-Ideal               | a 2'03"   |
| 5    | Eddy Torrekens       | Tonissteiner-Colnago        | a 2'10"   |
| 6    | Eric De Clercq       | Collstrop                   | s.t.      |
| 7    | Johan Verstrepen     | Vlaanderen 2002-Eddy Merckx | a 2'24"   |
| 8    | Gianpaolo Mondini    | Kross-Selle Italia          | s.t.      |
| 9    | Peter Wrolich        |                             | a 2'29"   |
| 10   | Rudy Verdonck        |                             | a 2'30"   |